# Dennis Rader
Dennis Lynn Rader (* 9. März 1945 in Pittsburg, Kansas) ist ein US-amerikanischer Serienmörder, der als BTK-Killer bekannt wurde.

## Leben
Dennis Rader lebte bis zu seiner Inhaftierung in Park City, einem Vorort von Wichita, etwa 11 km nördlich der Stadt.
Rader wuchs zusammen mit drei Brüdern in Wichita auf und schloss die Wichita Heights High School ab. Er besuchte 1964 die Wichita State University und arbeitete von 1966 bis 1970 als Mechaniker in der U.S. Air Force. Während dieser Zeit wurde er in Südkorea, der Türkei, Griechenland und Japan eingesetzt. Nach seiner Rückkehr besuchte er das Butler County Community College in El Dorado sowie die Kansas Wesleyan University in Salina, bevor er im Sommer 1973 an die Wichita State University zurückkehrte, wo er 1979 seinen Abschluss in Justizverwaltung machte. Während seiner College-Zeit arbeitete er in der Fleischabteilung eines Supermarktes in Park City.
Von 1970 bis 1973 arbeitete er als Monteur bei der Coleman Company, einer Firma für Camping-Ausrüstungen, in der auch zwei der ersten Opfer des BTK-Killers arbeiteten. Vom November 1974 bis Juli 1988 arbeitete er in einer Firma für Haussicherheit, wodurch er Zugang zu einigen Häusern seiner Kunden erhielt. Durch die allgemeine Angst vor dem Serientäter verzeichnete die Firma eine gute Auftragslage. 1976 zog er nach Park City.
1989 half er bei der staatlichen Volkszählung in Wichita. Ab 1990 arbeitete er für die Stadt Park City. Viele Nachbarn erlebten ihn in dieser Funktion als streng, schikanös und unnachgiebig.
Er war außerdem seit 30 Jahren Mitglied der Evangelisch-Lutherischen Kirche in Amerika und war gewählter Vorsteher seiner Gemeinde.
In einem Interview mit ABC News im Jahr 2019 sagte Raders Tochter Kerri, sie schreibe immer noch an ihren Vater und habe aber immer noch Schwierigkeiten, ihn mit dem BTK-Mörder zu identifizieren, und sie erklärte, ihre Kindheit sei normal gewesen und sie seien eine „normale amerikanische Familie“.

## Der Fall BTK
Die Polizei von Kansas geht davon aus, dass der sich selbst BTK nennende Serienmörder zwischen 1974 und 1977 mindestens sieben Personen umbrachte sowie drei weitere Morde zwischen 1985 und 1991 beging.
Die Abkürzung BTK steht für Bind, Torture, Kill (fesseln, foltern, töten) – das war die Art, in der der BTK-Mörder seine Opfer behandelte. Die meisten Opfer waren Frauen. Auffällig war, dass verschiedenen Medienvertretern im oben genannten Zeitraum schriftliche Botschaften zugespielt wurden. Nach einer längeren Pause begann dies wieder im März 2004, wodurch die Polizei dem Täter auf die Spur kam.

### Opfer
Unter den Opfern des BTK-Killers befinden sich vier Mitglieder einer Familie (Joseph Otero, seine Frau Julie Otero und zwei ihrer Kinder), Kathryn Bright, Shirley Vian, Nancy Fox und Vicki Wegerle. Zwei weitere Mordopfer, Marine Hedge und Delores Davis, wurden erst später mit dem Serienmörder in Verbindung gebracht. Insgesamt hat er im Zeitraum von 1974 bis 1991 mindestens acht Menschen umgebracht.
Spermaspuren, die nahe bei oder auf seinen Opfern gefunden wurden, dienten als Beweis für die Täterschaft Raders.

### Briefe
Der BTK-Killer trat nach längerer Pause im März 2004 wieder in die Öffentlichkeit, als der Wichita Eagle einen Brief von einem Bill Thomas Killman erhielt. In dem Brief gab der Schreiber an, dass er am 16. September 1986 Vicki Wegerle ermordet habe. Mit dem Schreiben schickte er ein Foto des Tatortes sowie den Führerschein des Opfers. Im Dezember 2004 fand die Polizei eine weitere Nachricht; im Wichita Murdock Park wurde ein Päckchen gefunden, das unter anderem den Führerschein von Nancy Fox enthielt.
Es wird davon ausgegangen, dass sich der Mörder entschloss, 2004 wieder aufzutreten, da sich der Beginn seiner Mordserie zum dreißigsten Male jährte. Einige Experten mutmaßten irrtümlich, dass der Mörder während seiner Abwesenheit aufgrund anderer Straftaten im Gefängnis saß.
In seinen Briefen behauptete der Mörder, 1939 geboren worden zu sein, er gab an, in der Nähe von Eisenbahnlinien aufgewachsen zu sein. Sein Vater starb angeblich während des Zweiten Weltkrieges und er sei daraufhin von seiner Mutter großgezogen worden.

### Verhaftung
Das letzte Paket des BTK-Killers, das am 16. Februar 2005 bei dem Fernsehsender KSAS-TV in Wichita einging, war offenbar der letzte Hinweis, den die Polizei benötigte. In dem Paket befand sich eine Computer-Diskette, die nach FBI-Analysen zu Rader zurückverfolgt werden konnte. Auf der Diskette befand sich ein gelöschtes Word-Dokument, welches wiederhergestellt werden konnte. In den Metadaten des Dokuments war ein Mann mit dem Namen „Dennis“ als letzter Bearbeiter der Datei vermerkt, die Software war auf die Evangelical Lutheran Church in America registriert. Auf der Internetseite der Kirche fanden die Ermittler heraus, dass ein gewisser Dennis Rader der Präsident der örtlichen Kirche war. Ebenfalls in dem Paket befand sich die Fotokopie des Umschlags eines Buches über Serienmörder sowie eine goldfarbene Kette mit einem Medaillon.
Bevor die Polizei Dennis Rader verhaftete, hatte sie eine vorhandene DNA-Probe des Mörders mit medizinischen Unterlagen einer Tochter von Dennis Rader verglichen. Dies ergab, dass der BTK-Killer ein Blutsverwandter sein musste.
Am Nachmittag des 25. Februar 2005 wurde Dennis Rader in Park City als Hauptverdächtiger im Fall BTK festgenommen. Bei einer Pressekonferenz der Polizei am 26. Februar wurde bestätigt, dass es sich bei Rader um den BTK-Killer handele. Am 1. März 2005 wurde Rader in zehn Fällen des Mordes angeklagt. Rader bekannte sich bei Verhandlungsbeginn am 27. Juni 2005 für schuldig und lieferte als Geständnis eine nüchterne Beschreibung der begangenen Morde ab. Am 18. August 2005 wurde Dennis Rader zu einer zehnfachen lebenslangen Haftstrafe verurteilt. Er sitzt in der El Dorado Correctional Facility in Kansas ein.

### Verbindungen zu den Opfern
Rader lebte in derselben Straße wie das Opfer Marine Hedge, nur fünf Häuser entfernt. Die Coleman Company befindet sich nur einige Blocks von einer Telefonzelle entfernt, von der aus der BTK-Mörder von einem Mord berichtete; in der Firma arbeiteten außerdem auch zwei der Opfer. Rader und Joseph Otero, eines der ersten Opfer, arbeiteten beide als Mechaniker bei der Air Force.

### Subliminale Botschaft
In den 1970er Jahren versuchte man den BTK-Killer mittels einer unterschwelligen (subliminalen) Botschaft dazu zu bringen, sich selbst zu stellen. Dabei wurde in einer Fernsehsendung über ihn für ca. eine Zehntelsekunde eine verkehrt herum liegende Brille – ein Motiv, das BTK in einem Brief zu seinem Mord an Nancy Fox verwendet hatte – sowie der Text NOW CALL THE CHIEF („Rufe jetzt den Polizeichef an“) eingeblendet. Die erhoffte Wirkung blieb aus.

## Mediale Verwertung
Die Geschichte des BTK-Killers wurde 2005 in Jagd auf den BTK-Killer mit Gregg Henry und 2008 in B.T.K. von Michael Feifer mit Kane Hodder verfilmt. Zudem existieren mehrere Low-Budget Horrorfilme wie I Survived BTK (2010) von Marc D. Levitz. Das belgische Aggrotech-Projekt Suicide Commando brachte ein Album mit dem Namen Bind, Torture, Kill heraus, welches die Geschichte Raders mehr oder weniger genau behandelt. Darüber hinaus befindet sich auf dem Album Suffocation der amerikanischen Death-Metal-Band Suffocation ein Song mit dem Namen Bind, Torture, Kill. Die amerikanische Thrash-Metal-Band Exodus veröffentlichte im Jahr 2014 das Lied BTK auf ihrem Album Blood In, Blood Out.
Die Japanische Doom-Band Church of Misery hat einen Song mit dem Titel BTK. Auf dem Album Tectonical Power der deutschen Speed-Metal-Band Spitfire befindet sich ein Song mit dem Namen Rader’s Will. Das Stück Raider II auf dem Album Grace for Drowning von Steven Wilson beruht nach dessen Angaben ebenfalls auf dem BTK-Fall.
Stephen King wurde durch den Fall zu der Geschichte Eine gute Ehe inspiriert, die in der Novellensammlung Zwischen Nacht und Dunkel erschien.
In der Kriminalserie Criminal Minds wird der Fall des BTK-Mörders mehrfach erwähnt, aber nie direkt behandelt.
In der Dokureihe Amerikas gefährlichste Killer (GB 2009) wird in einer Folge dieser Fall dargestellt (Staffel 1, Folge 2).
In der ersten und zweiten Staffel der Netflix-Serie Mindhunter wird in kurzen Sequenzen ein Charakter gezeigt, der auf Rader basiert.
In Staffel 2 der Netflix-Serie Catching Killers wird der BTK-Fall ebenso behandelt.
In der sechsten Staffel der Netflix-Serie Riverdale wird „BTK“ als Nebenfigur und Handlungsmotiv für den Charakter Betty Cooper eingeführt und lose behandelt.